# Gustave Jacquet

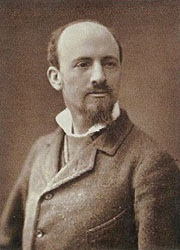
Gustave Jacquet

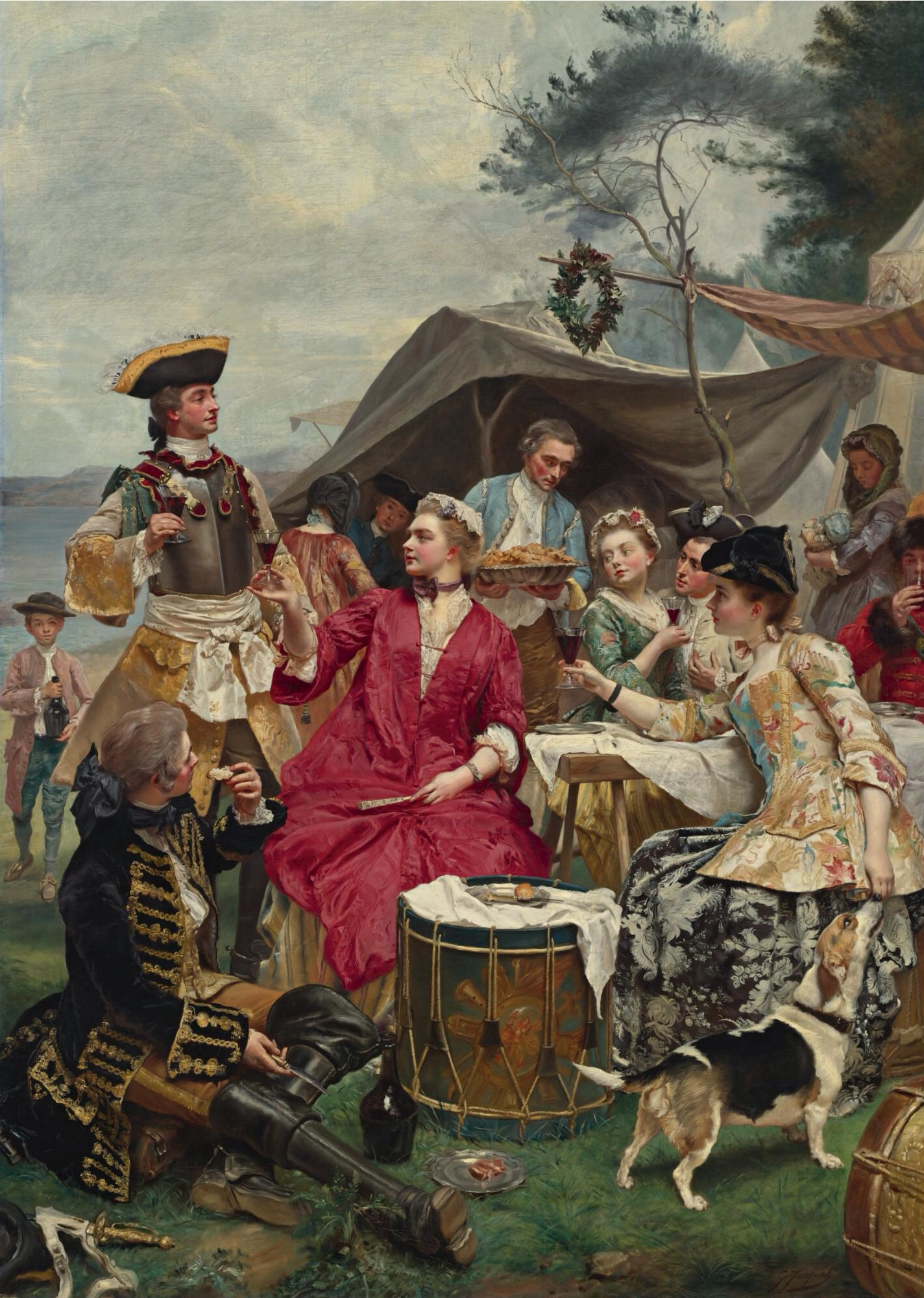
La bienvenue

Gustave Jean Jacquet (Parijs, 25 mei 1846 - aldaar, 12 juli 1909) was een Frans kunstschilder. Hij maakte vooral vrouwportretten in een academische stijl.

## Leven en werk
Jacquet was een leerling van William Bouguereau en werd door deze opgeleid in een academisch-realistische stijl. In 1865, nog maar negentien jaar oud, debuteerde hij in de Parijse salon en zou daar ook later nog vele malen exposeren. In 1875 won hij er een gouden medaille. In 1878 nam hij deel aan de Parijse wereldtentoonstelling.
Jacquet was bijzonder populair onder de gegoede Parijse burgerij, die zorgde voor een voortdurende stroom aan opdrachten. Het bracht hem een zekere financiële welstand, die hem in staat stelde studiereizen te maken naar Italië, Duitsland en Engeland.
Jacquet maakte vooral vrouwportretten, met veel aandacht voor elegantie en een esthetisch mooie weergave. Met name in zijn jonge jaren schilderde hij ook een groot aantal genrewerken, veelal met militaire thema's. Zijn stijl gold rond 1900 echter als gedateerd, waardoor hij de aandacht van de kunstkritiek verloor en in de twintigste eeuw min of meer in de vergetelheid belandde. Tegenwoordig is zijn werk echter weer populair op veilingen. Zijn schilderij La bienvenue uit 1892 bracht in 2007 361.000 dollar op bij veilinghuis Sotheby's.
Jacquet werd in 1879 opgenomen in het Legion d'honneur. Hij overleed in 1909, 65 jaar oud. Werk van zijn hand bevindt zich onder andere in de Manchester City Galleries, het Cincinnati Art Museum, het Brooklyn Museum te New York en het Figge Art Museum in Davenport, Iowa. Zijn  Le départ des lansquenets bevindt zich in het Kasteel van Blois, in 1868 geschonken door de Franse staat.

## Galerij

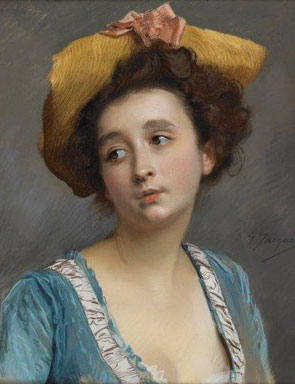
La Belle en Bleu
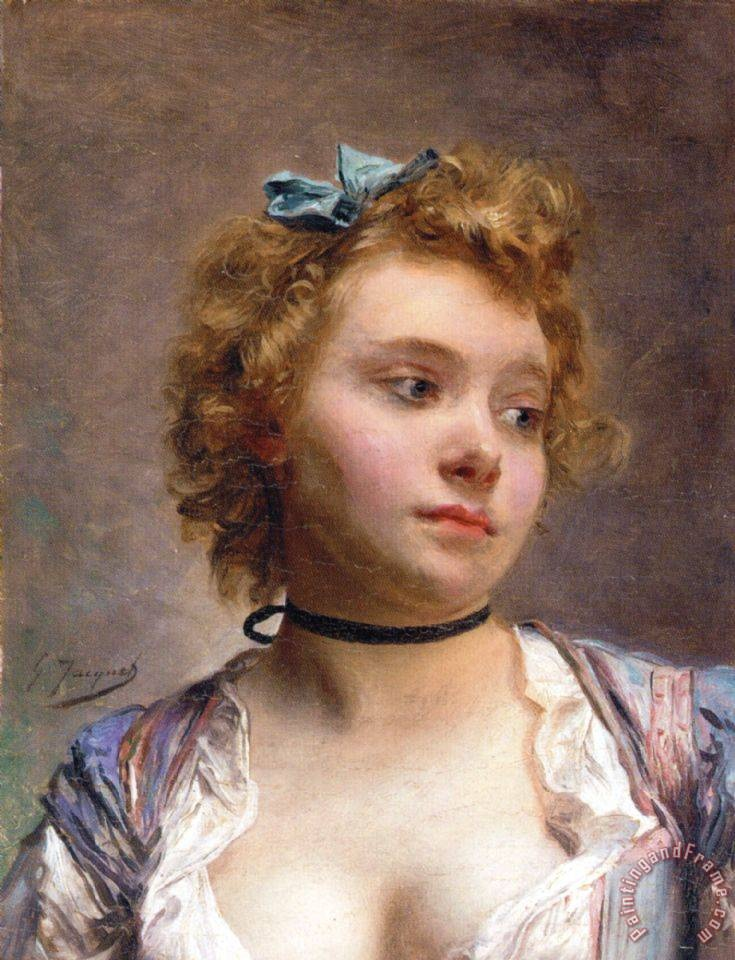
Vrouw van de kunstenaar
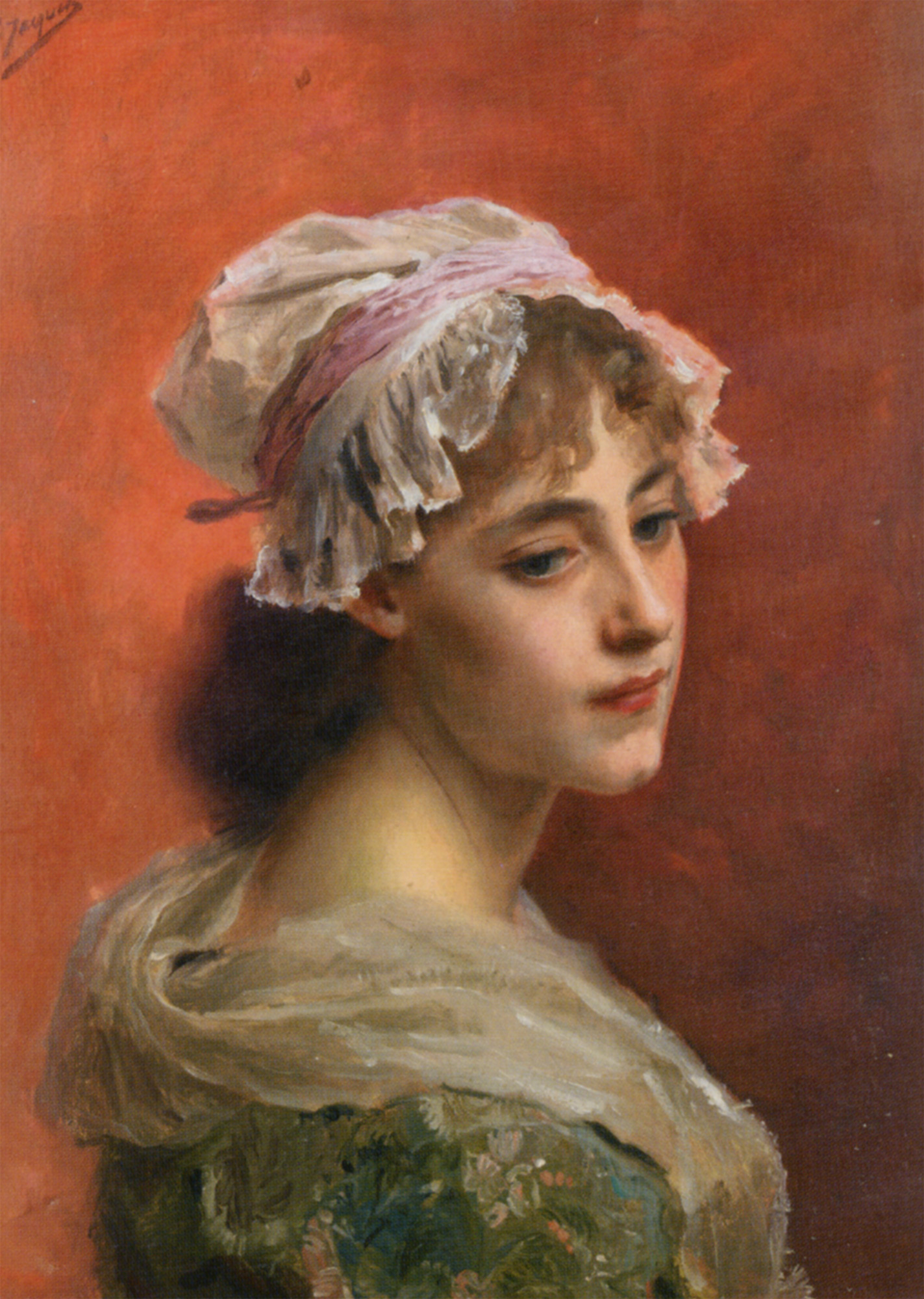
Verzonken in gedachten
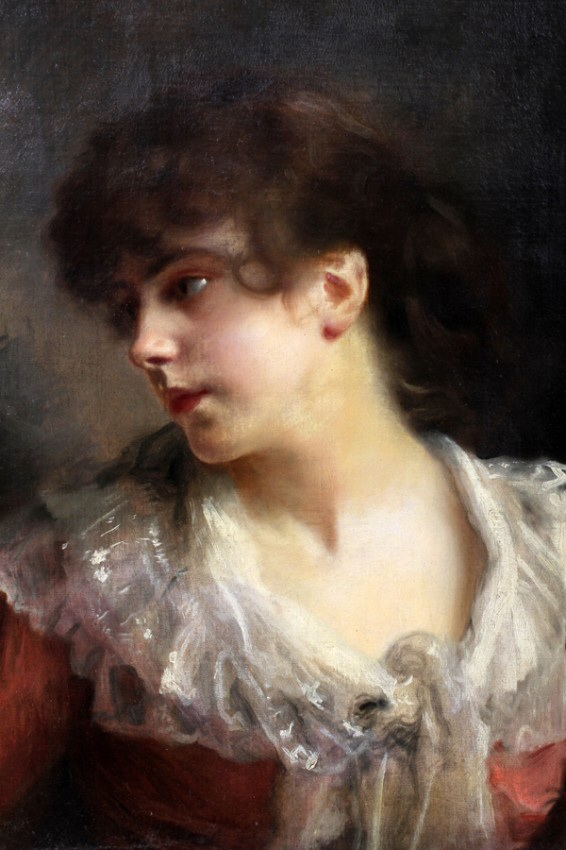
Portret van een jonge vrouw
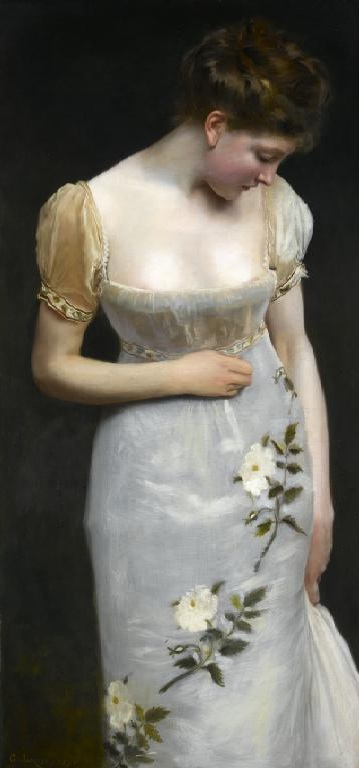
Mademoiselle
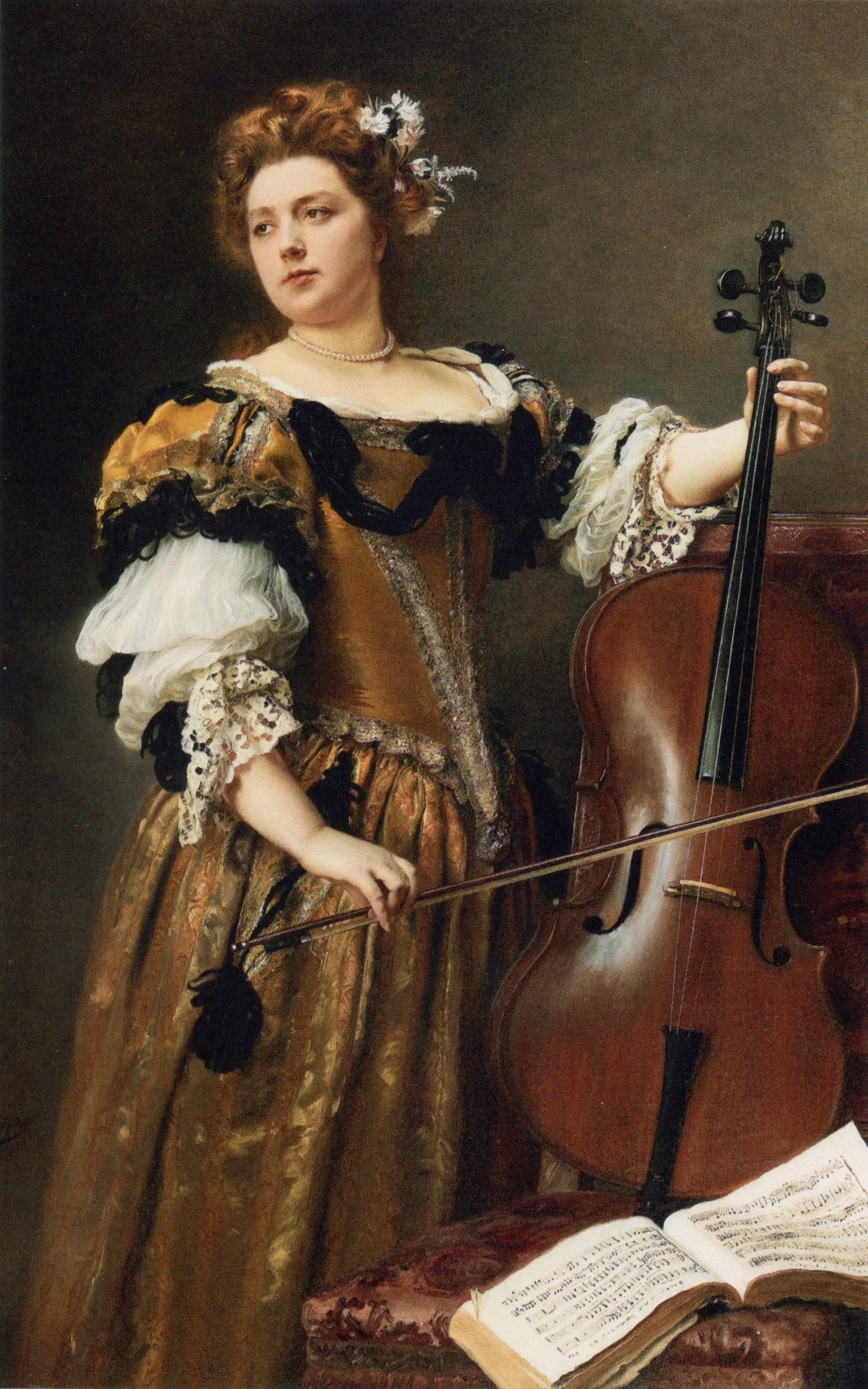
De cello speelster
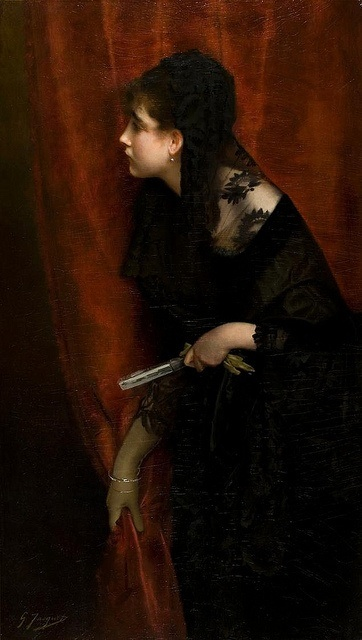
Opera meisje
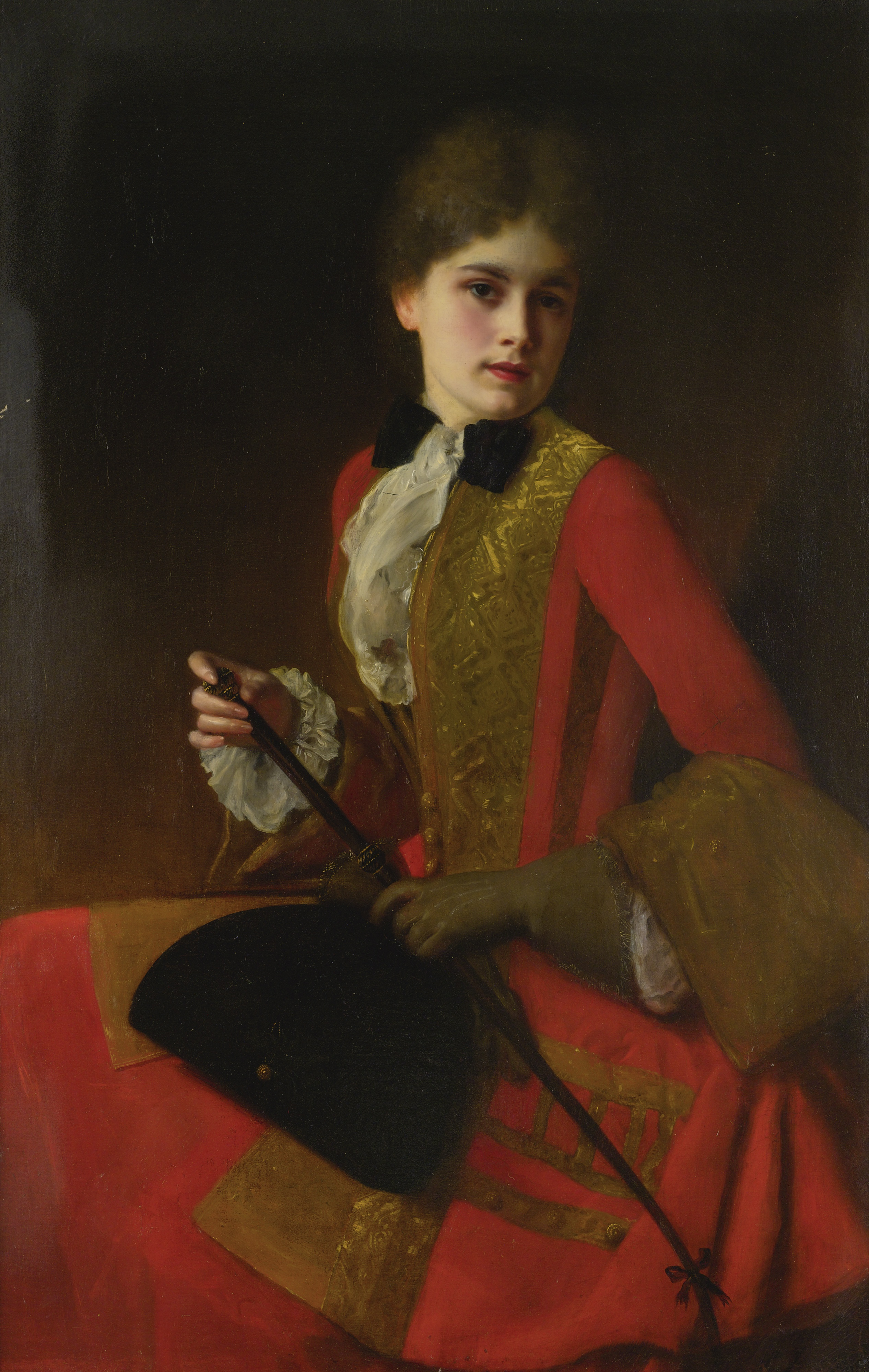
Vrouw